# Équipe de France de football à la Coupe du monde 2014
Cet article relate le parcours de l’équipe de France de football lors de la Coupe du monde de football 2014 organisée au Brésil du 12 juin au 13 juillet 2014. Les Bleus, désormais dirigés par Didier Deschamps qui fait débuter à ce niveau les futurs champions du monde Raphael Varane, Paul Pogba, Blaise Matuidi, Olivier Giroud, et Antoine Griezmann et dont le capitaine est déjà le gardien Hugo Lloris, passent brillamment le premier tour, éliminent le Nigeria en huitièmes de finale et quittent la compétition sur une défaite 1-0 face à l'Allemagne (but de la tête de Mats Hummels au bout de 13 minutes) au stade des quarts de finale. Paul Pogba, 21 ans, est désigné meilleur jeune de la compétition par la FIFA.

## Préparation de l'événement

### Contexte
La France veut redorer son image après une Coupe du monde 2010 catastrophique. Avant la Coupe du monde 2014, la France semble en forme avec notamment le match France-Jamaïque, gagné 8 à 0.

### Qualification
Le 30 juin 2012, Laurent Blanc quitte ses fonctions de sélectionneur après un entretien avec le président de la Fédération française de football, Noël Le Graët survenu deux jours plus tôt. Une semaine plus tard, le 8 juillet 2012, Didier Deschamps est nommé sélectionneur de l'équipe de France qui entre donc dans une nouvelle phase de transition dont l'objectif principal est la qualification à la Coupe du monde 2014 se déroulant au Brésil. Le contrat du nouveau sélectionneur, d'une durée de deux ans, sera automatiquement renouvelé en cas de qualification. Les Bleus entament leurs matchs de qualification face à la Finlande (victoire 1-0). Leur deuxième rencontre se ponctue par une victoire (3-1) contre la Biélorussie. Après une défaite en amical face au Japon (0-1), ils réussissent à tenir en échec l'Espagne (champions du monde et double champions d'Europe en titre) en égalisant à la dernière minute et grâce à une performance « héroïque », notamment en seconde période, selon la presse,. L'équipe l'emporte ensuite (2-1) en match amical sur l'Italie. Après s'être incliné en amical face à l'Allemagne (1-2), l'équipe de France s'impose (3-1) contre la Géorgie et prend la première place du groupe I devant l'Espagne. Mais quatre jours plus tard, la France perd (1-0) face à l'Espagne, au Stade de France, et se retrouve deuxième du groupe. Lors de sa tournée en Amérique du Sud, l'équipe de France perd (1-0) contre l'Uruguay à Montevideo le 5 juin. Puis quatre jours plus tard, la France perd 3-0 face au Brésil. Après un match nul en Géorgie (0-0) et une victoire laborieuse contre la Biélorussie (4-2), les Bleus sont assurés de jouer les barrages des éliminatoires de la zone Europe pour la Coupe du monde 2014.
Le 11 octobre 2013, face à l'Australie, la France fait le plein de confiance en s'imposant facilement (6-0) grâce à des buts de Franck Ribéry, Olivier Giroud (doublé), Yohan Cabaye, Mathieu Debuchy et Karim Benzema. Ce dernier mit fin à une série de 1222 minutes sans marquer. Peu après, face à la Finlande, la France s'impose (3-0) avec des buts de Franck Ribéry, Joona Toivio (csc) et Karim Benzema.
Toutefois après ce regain de forme, une nouvelle désillusion semble se profiler à l'horizon après une défaite en match aller des barrages contre l'Ukraine (0-2). En effet, dans l'histoire des éliminatoires de la coupe du monde aucune équipe n'a réussi à se qualifier après une défaite par deux buts d'écart au match aller. Cependant, les Bleus réussissent l'exploit en battant l'Ukraine au match retour (3-0), avec des buts de Mamadou Sakho (doublé) et Karim Benzema, et se qualifient pour le Mondial.

#### Groupe de qualification
À l'issue de la campagne de qualification, l'équipe de France est classée deuxième de son groupe de qualifications pour la Coupe du monde 2014, derrière l'Espagne. En effet, avec respectivement cinq victoires, deux matchs nuls et une défaite, la France possède 17 points au classement accusant un retard de 3 points sur la Roja. Derrière eux, la Finlande est troisième avec 9 points puis vient la Géorgie qui a 5 points, tandis que la Biélorussie est dernière du groupe avec seulement 4 points en huit rencontres.
De ce fait, grâce sa première place, l'Espagne est qualifiée directement pour le Mondial 2014 tandis que la France doit disputer un barrage aller-retour face à une autre équipe parmi les huit meilleurs deuxièmes des groupes de la zone Europe. Enfin, la Finlande, la Géorgie et la Biélorussie sont éliminés et ne participeront pas à la Coupe du monde organisée au Brésil.
| Rang | Équipe      | Pts | J | G | N | P | Bp | Bc | Diff |  | Résultats (▼ dom., ► ext.) |     |     |     |     |     |
| ---- | ----------- | --- | - | - | - | - | -- | -- | ---- |  | -------------------------- | --- | --- | --- | --- | --- |
| 1    | Espagne     | 20  | 8 | 6 | 2 | 0 | 14 | 3  | +11  |  | Espagne                    |     | 1-1 | 1-1 | 2-0 | 2-1 |
| 2    | France      | 17  | 8 | 5 | 2 | 1 | 15 | 6  | +9   |  | France                     | 0-1 |     | 3-0 | 3-1 | 3-1 |
| 3    | Finlande    | 9   | 8 | 2 | 3 | 2 | 5  | 9  | -4   |  | Finlande                   | 0-2 | 0-1 |     | 1-1 | 1-0 |
| 4    | Géorgie     | 5   | 8 | 1 | 2 | 4 | 3  | 10 | -7   |  | Géorgie                    | 0-1 | 0-0 | 0-1 |     | 1-0 |
| 5    | Biélorussie | 4   | 8 | 1 | 1 | 6 | 7  | 16 | -9   |  | Biélorussie                | 0-4 | 2-4 | 1-1 | 2-0 |     |

| 1er match                                                    | Finlande | 0 – 1   | France |                                                                         |                                                                         |
| 7 septembre 2012 · 21 h 30 UTC+3 · Historique des rencontres |          | (0 – 1) | 20e Diaby | Olympiastadion, Helsinki Spectateurs : 35 111 Arbitrage : Craig Thomson | Olympiastadion, Helsinki Spectateurs : 35 111 Arbitrage : Craig Thomson |
| 7 septembre 2012 · 21 h 30 UTC+3 · Historique des rencontres | Rapport  |         | | Olympiastadion, Helsinki Spectateurs : 35 111 Arbitrage : Craig Thomson | Olympiastadion, Helsinki Spectateurs : 35 111 Arbitrage : Craig Thomson |
| 7 septembre 2012 · 21 h 30 UTC+3 · Historique des rencontres |          | Équipes | Lloris - Réveillère, Yanga-Mbiwa, Sakho, Évra - Diaby, Cabaye (Matuidi, 73e), Mavuba - Ménez (Valbuena, 63e), Benzema, Ribéry (Gomis, 89e) | Olympiastadion, Helsinki Spectateurs : 35 111 Arbitrage : Craig Thomson | Olympiastadion, Helsinki Spectateurs : 35 111 Arbitrage : Craig Thomson |

| 2e match                                                      | France | 3 – 1   | Biélorussie |                                                                                  |                                                                                  |
| 11 septembre 2012 · 21 h 00 UTC+2 · Historique des rencontres | Capoue 48e · Jallet 68e · Ribéry 80e | (0 – 0) | 71e Putsila | Stade de France, Saint-Denis Spectateurs : 52 552 Arbitrage : Hüseyin Göçek (en) | Stade de France, Saint-Denis Spectateurs : 52 552 Arbitrage : Hüseyin Göçek (en) |
| 11 septembre 2012 · 21 h 00 UTC+2 · Historique des rencontres | Rapport |         |             | Stade de France, Saint-Denis Spectateurs : 52 552 Arbitrage : Hüseyin Göçek (en) | Stade de France, Saint-Denis Spectateurs : 52 552 Arbitrage : Hüseyin Göçek (en) |
| 11 septembre 2012 · 21 h 00 UTC+2 · Historique des rencontres | Lloris - Jallet, Yanga-Mbiwa, Sakho, Évra - Capoue, Cabaye (Matuidi, 75e), Mavuba - Benzema, Giroud (Valbuena, 61e), Ribéry (Ménez, 90e) | Équipes |             | Stade de France, Saint-Denis Spectateurs : 52 552 Arbitrage : Hüseyin Göçek (en) | Stade de France, Saint-Denis Spectateurs : 52 552 Arbitrage : Hüseyin Göçek (en) |

| 3e match                                                    | Espagne   | 1 – 1   | France |                                                                             |                                                                             |
| 16 octobre 2012 · 21 h 00 UTC+2 · Historique des rencontres | Ramos 25e | (1 – 0) | 90+4e Giroud | Stade Vicente-Calderón, Madrid Spectateurs : 46 825 Arbitrage : Felix Brych | Stade Vicente-Calderón, Madrid Spectateurs : 46 825 Arbitrage : Felix Brych |
| 16 octobre 2012 · 21 h 00 UTC+2 · Historique des rencontres | Rapport   |         | | Stade Vicente-Calderón, Madrid Spectateurs : 46 825 Arbitrage : Felix Brych | Stade Vicente-Calderón, Madrid Spectateurs : 46 825 Arbitrage : Felix Brych |
| 16 octobre 2012 · 21 h 00 UTC+2 · Historique des rencontres |           | Équipes | Lloris - Debuchy, Koscielny, Sakho, Évra - Gonalons (Valbuena, 57e), Cabaye, Matuidi - Ménez (Sissoko, 68e), Benzema (Giroud, 88e), Ribéry | Stade Vicente-Calderón, Madrid Spectateurs : 46 825 Arbitrage : Felix Brych | Stade Vicente-Calderón, Madrid Spectateurs : 46 825 Arbitrage : Felix Brych |

| 4e match                                                 | France | 3 – 1   | Géorgie        |                                                                          |                                                                          |
| 22 mars 2013 · 21 h 00 UTC+1 · Historique des rencontres | Giroud 45+1e · Valbuena 47e · Ribéry 61e                                                                                            | (1 – 0) | 71e Kobakhidze | Stade de France, Saint-Denis Spectateurs : 71 147 Arbitrage : Ivan Bebek | Stade de France, Saint-Denis Spectateurs : 71 147 Arbitrage : Ivan Bebek |
| 22 mars 2013 · 21 h 00 UTC+1 · Historique des rencontres | Rapport |         |                | Stade de France, Saint-Denis Spectateurs : 71 147 Arbitrage : Ivan Bebek | Stade de France, Saint-Denis Spectateurs : 71 147 Arbitrage : Ivan Bebek |
| 22 mars 2013 · 21 h 00 UTC+1 · Historique des rencontres | Lloris - Jallet, Varane, Sakho, Clichy - Valbuena (Rémy, 66e), Pogba, Matuidi (Sissoko, 66e), Ribéry (Ménez, 78e) - Benzema, Giroud | Équipes |                | Stade de France, Saint-Denis Spectateurs : 71 147 Arbitrage : Ivan Bebek | Stade de France, Saint-Denis Spectateurs : 71 147 Arbitrage : Ivan Bebek |

| 5e match                                                 | France | 0 – 1   | Espagne   |                                                                             |                                                                             |
| 26 mars 2013 · 21 h 00 UTC+1 · Historique des rencontres | | (0 – 0) | 58e Pedro | Stade de France, Saint-Denis Spectateurs : 78 329 Arbitrage : Viktor Kassai | Stade de France, Saint-Denis Spectateurs : 78 329 Arbitrage : Viktor Kassai |
| 26 mars 2013 · 21 h 00 UTC+1 · Historique des rencontres | Pogba 79e | Rapport |           | Stade de France, Saint-Denis Spectateurs : 78 329 Arbitrage : Viktor Kassai | Stade de France, Saint-Denis Spectateurs : 78 329 Arbitrage : Viktor Kassai |
| 26 mars 2013 · 21 h 00 UTC+1 · Historique des rencontres | Lloris - Jallet (Giroud, 90e+2), Koscielny, Varane, Évra - Pogba, Cabaye (Ménez, 70e), Matuidi - Valbuena, Benzema (Sissoko, 81e), Ribéry | Équipes |           | Stade de France, Saint-Denis Spectateurs : 78 329 Arbitrage : Viktor Kassai | Stade de France, Saint-Denis Spectateurs : 78 329 Arbitrage : Viktor Kassai |

| 6e match                                                     | Géorgie | 0 – 0   | France |                                                                                     |                                                                                     |
| 6 septembre 2013 · 22 h 15 UTC+4 · Historique des rencontres |         | (0 - 0) | | Stade Boris-Paichadze, Tbilissi Spectateurs : 26 360 Arbitrage : Fırat Aydınus (en) | Stade Boris-Paichadze, Tbilissi Spectateurs : 26 360 Arbitrage : Fırat Aydınus (en) |
| 6 septembre 2013 · 22 h 15 UTC+4 · Historique des rencontres | Rapport |         | | Stade Boris-Paichadze, Tbilissi Spectateurs : 26 360 Arbitrage : Fırat Aydınus (en) | Stade Boris-Paichadze, Tbilissi Spectateurs : 26 360 Arbitrage : Fırat Aydınus (en) |
| 6 septembre 2013 · 22 h 15 UTC+4 · Historique des rencontres |         | Équipes | Lloris - Sagna, Koscielny, Abidal, Évra - Valbuena, Sissoko, Guilavogui (Nasri, 79e), Ribéry - Benzema (Gignac, 62e), Giroud | Stade Boris-Paichadze, Tbilissi Spectateurs : 26 360 Arbitrage : Fırat Aydınus (en) | Stade Boris-Paichadze, Tbilissi Spectateurs : 26 360 Arbitrage : Fırat Aydınus (en) |

| 7e match                                                      | Biélorussie                  | 2 – 4   | France |                                                                      |                                                                      |
| 10 septembre 2013 · 21 h 00 UTC+3 · Historique des rencontres | Filipenko 32e · Kalachev 57e | (1 - 0) | 47e (pen.) 64e Ribéry · 70e Nasri · 73e Pogba                                                                                                 | Stade central, Gomel Spectateurs : 12 203 Arbitrage : Daniele Orsato | Stade central, Gomel Spectateurs : 12 203 Arbitrage : Daniele Orsato |
| 10 septembre 2013 · 21 h 00 UTC+3 · Historique des rencontres | Rapport                      |         | | Stade central, Gomel Spectateurs : 12 203 Arbitrage : Daniele Orsato | Stade central, Gomel Spectateurs : 12 203 Arbitrage : Daniele Orsato |
| 10 septembre 2013 · 21 h 00 UTC+3 · Historique des rencontres |                              | Équipes | Lloris - Sagna, Koscielny, Abidal, Clichy - Pogba, Matuidi - Payet (Nasri, 68e), Valbuena (Guilavogui, 90e+2), Ribéry (Sissoko, 79e) - Giroud | Stade central, Gomel Spectateurs : 12 203 Arbitrage : Daniele Orsato | Stade central, Gomel Spectateurs : 12 203 Arbitrage : Daniele Orsato |

| 8e match                                                    | France | 3 – 0   | Finlande |                                                                                   |                                                                                   |
| 15 octobre 2013 · 21 h 00 UTC+2 · Historique des rencontres | Ribéry 8e · Toivio 76e (csc) · Benzema 87e                                                                                             | (1 - 0) |          | Stade de France, Saint-Denis Spectateurs : 70 156 Arbitrage : Michael Koukoulakis | Stade de France, Saint-Denis Spectateurs : 70 156 Arbitrage : Michael Koukoulakis |
| 15 octobre 2013 · 21 h 00 UTC+2 · Historique des rencontres | Rapport |         |          | Stade de France, Saint-Denis Spectateurs : 70 156 Arbitrage : Michael Koukoulakis | Stade de France, Saint-Denis Spectateurs : 70 156 Arbitrage : Michael Koukoulakis |
| 15 octobre 2013 · 21 h 00 UTC+2 · Historique des rencontres | Lloris - Debuchy, Koscielny, Abidal, Évra - Pogba, Matuidi (Cabaye, 70e) - Nasri (Rémy, 70e), Valbuena, Ribéry - Giroud (Benzema, 80e) | Équipes |          | Stade de France, Saint-Denis Spectateurs : 70 156 Arbitrage : Michael Koukoulakis | Stade de France, Saint-Denis Spectateurs : 70 156 Arbitrage : Michael Koukoulakis |

#### Barrage
Lors du match aller, à Kiev, l'Ukraine s'impose nettement 2-0 à domicile. Les statistiques ne sont alors pas en faveur de l'équipe de France : aucune équipe de la zone Europe n'a réussi à remonter deux buts en barrage. Mais lors du match retour au Stade de France, les Bleus parviennent à réaliser l'exploit et remportent le match 3-0. Avec un score cumulé de 3-2, ils décrochent leur qualification pour la Coupe du monde 2014 au Brésil. Il s'agit de leur cinquième qualification consécutive pour un Mondial depuis 1994.
| Barrages - Zone Europe                                 | Ukraine                             | 2 – 0   | France |                                                                             |                                                                             |
| 15 novembre 2013 · 21 h 00 · Historique des rencontres | Zozulya 61e · Yarmolenko 82e (pen.) | (0 – 0) | | Stade olympique de Kiev, Kiev Spectateurs : 67 732 Arbitrage : Cüneyt Çakir | Stade olympique de Kiev, Kiev Spectateurs : 67 732 Arbitrage : Cüneyt Çakir |
| 15 novembre 2013 · 21 h 00 · Historique des rencontres | Kucher 90+3e                        | Rapport | 90+1e Koscielny · | Stade olympique de Kiev, Kiev Spectateurs : 67 732 Arbitrage : Cüneyt Çakir | Stade olympique de Kiev, Kiev Spectateurs : 67 732 Arbitrage : Cüneyt Çakir |
| 15 novembre 2013 · 21 h 00 · Historique des rencontres |                                     | Équipes | Lloris - Debuchy, Koscielny, Abidal, Évra - Pogba, Matuidi (Cabaye, 70e) - Nasri (Rémy, 70e), Valbuena, Ribéry - Giroud (Benzema, 80e) | Stade olympique de Kiev, Kiev Spectateurs : 67 732 Arbitrage : Cüneyt Çakir | Stade olympique de Kiev, Kiev Spectateurs : 67 732 Arbitrage : Cüneyt Çakir |

| Barrages - Zone Europe                                 | France | 3 – 0   | Ukraine          |                                                                             |                                                                             |
| 19 novembre 2013 · 21 h 00 · Historique des rencontres | Sakho 22e 72e · Benzema 34e                                                                                           | (2 – 0) |                  | Stade de France, Saint-Denis Spectateurs : 77 098 Arbitrage : Damir Skomina | Stade de France, Saint-Denis Spectateurs : 77 098 Arbitrage : Damir Skomina |
| 19 novembre 2013 · 21 h 00 · Historique des rencontres | | Rapport | 47e Khacheridi · | Stade de France, Saint-Denis Spectateurs : 77 098 Arbitrage : Damir Skomina | Stade de France, Saint-Denis Spectateurs : 77 098 Arbitrage : Damir Skomina |
| 19 novembre 2013 · 21 h 00 · Historique des rencontres | Lloris - Debuchy (Sagna, 78e), Varane, Sakho, Évra - Pogba, Cabaye, Matuidi - Valbuena, Benzema (Giroud, 85e), Ribéry | Équipes |                  | Stade de France, Saint-Denis Spectateurs : 77 098 Arbitrage : Damir Skomina | Stade de France, Saint-Denis Spectateurs : 77 098 Arbitrage : Damir Skomina |

#### Statistiques
| MJ | Joueurs |
| -- | --- |
| 10 | Hugo Lloris, Franck Ribéry, Mathieu Valbuena                                                                         |
| 9  | Karim Benzema, Olivier Giroud, Blaise Matuidi                                                                        |
| 8  | Patrice Évra |
| 6  | Yohan Cabaye, Laurent Koscielny, Paul Pogba, Moussa Sissoko                                                          |
| 5  | Jérémy Ménez, Mamadou Sakho                                                                                          |
| 4  | Éric Abidal, Mathieu Debuchy, Samir Nasri                                                                            |
| 3  | Christophe Jallet, Bakary Sagna, Raphaël Varane                                                                      |
| 2  | Gaël Clichy, Josuha Guilavogui, Rio Mavuba, Mapou Yanga-Mbiwa                                                        |
| 1  | Étienne Capoue, Abou Diaby, André-Pierre Gignac, Bafétimbi Gomis, Maxime Gonalons, Dimitri Payet, Anthony Réveillère |

| Buts  | Joueurs                                                                                  |
| ----- | ---------------------------------------------------------------------------------------- |
| 5     | Franck Ribéry                                                                            |
| 2     | Karim Benzema, Olivier Giroud, Mamadou Sakho                                             |
| 1     | Étienne Capoue, Abou Diaby, Christophe Jallet, Samir Nasri, Paul Pogba, Mathieu Valbuena |
| (csc) | Joona Toivio                                                                             |

### Préparation

#### Confirmation face aux Pays-Bas
Trois mois et demi après l'exploit face à l'Ukraine (3-0), les Bleus retrouvent le Stade de France et son public, le 5 mars 2014, face aux Pays-Bas. Dans la dynamique de la qualification et du match contre l'Ukraine, l'équipe de France rayonne en première mi-temps et inscrit deux buts magnifiques de Karim Benzema et Blaise Matuidi, ce dernier marquant même d'un retourné acrobatique. Le score n'évolue plus et la France s'impose nettement 2-0 face aux vice-champions du monde qui restaient sur 17 matchs d'invincibilité. La rencontre est marquée également par les premières sélections d'Antoine Griezmann et Lucas Digne, tous deux appelés par Didier Deschamps. Cette prestation convaincante de la part des Bleus confirme les espoirs entrevus depuis la qualification.
| Match amical                                          | France | 2 - 0   | Pays-Bas |                                                                               |                                                                               |
| 5 mars 2014 · 21 h 00 CET · Historique des rencontres | Benzema 32e · Matuidi 41e | (2 - 0) |          | Stade de France, Saint-Denis Spectateurs : 80 000 Arbitrage : Martin Atkinson | Stade de France, Saint-Denis Spectateurs : 80 000 Arbitrage : Martin Atkinson |
| 5 mars 2014 · 21 h 00 CET · Historique des rencontres | Rapport |         |          | Stade de France, Saint-Denis Spectateurs : 80 000 Arbitrage : Martin Atkinson | Stade de France, Saint-Denis Spectateurs : 80 000 Arbitrage : Martin Atkinson |
| 5 mars 2014 · 21 h 00 CET · Historique des rencontres | Lloris - Debuchy (Sagna, 87e), Varane, Mangala, Évra (Digne, 45e MT) - Pogba (Sissoko, 81e), Cabaye, Matuidi - Valbuena (Ribéry, 63e), Benzema (Giroud, 81e), Griezmann (Rémy, 68e) | Équipes |          | Stade de France, Saint-Denis Spectateurs : 80 000 Arbitrage : Martin Atkinson | Stade de France, Saint-Denis Spectateurs : 80 000 Arbitrage : Martin Atkinson |

#### Annonce de la liste des joueurs retenus
Le 13 mai 2014, Didier Deschamps dévoile sa liste des joueurs retenus pour la Coupe du monde au Brésil au journal de 20 heures sur TF1. Avec une formule de 23 joueurs + 7 réservistes, la liste ne comporte pas de surprises et mise sur la continuité des matchs face à l'Ukraine et aux Pays-Bas selon la presse. Toutefois, deux absences retiennent l'attention des médias, tout d'abord celle de Samir Nasri (41 sélections), pourtant sacré champion d'Angleterre quelques jours plus tôt, et celle d'Éric Abidal (67 sélections), ce dernier déclarant dans la foulée mettre un terme à sa carrière internationale.
Le 18 mai, le gardien marseillais Steve Mandanda, victime d'une fissure stable de la première vertèbre cervicale lors de la 38e journée de Ligue 1, déclare forfait pour le Mondial et est remplacé dans la foulée par Stéphane Ruffier.

#### Matches de préparation à la Coupe du monde
À quelques jours de l'ouverture de la Coupe du monde au Brésil, le groupe des 23 joueurs retenus par Didier Deschamps dispute une série de trois matches amicaux de préparation avant le tournoi : contre la Norvège le 27 mai 2014, contre le Paraguay le 1er juin 2014, et enfin contre la Jamaïque le 8 juin 2014
Le premier match amical de préparation est disputé le 27 mai 2014 au Stade de France contre l'équipe nationale norvégienne. Privés de leur colonne vertébrale, Lloris, Varane, Ribéry et Benzema, les Bleus marquent dès la première mi-temps par Paul Pogba. Au retour des vestiaires, tandis que la Norvège laisse de plus en plus d'espaces, l'équipe de France enchaîne les buts avec un doublé d'Olivier Giroud et une réalisation de Loïc Rémy. Impliqué sur les trois buts, Mathieu Valbuena est l'homme du match. Devant un public conquis, les Tricolores font de nouveau une belle prestation dans la lignée des matches contre l'Ukraine et les Pays-Bas et démarrent de la meilleure manière leur série de matches amicaux.
Le 1er juin 2014, l'équipe de France se déplace à l'Allianz Riviera de Nice pour son deuxième match de préparation face au Paraguay. Face aux Sud-Américains, les Bleus, toujours privés de leurs deux atouts offensifs Benzema et Franck Ribéry, se procurent de nombreuses d'occasions notamment par Olivier Giroud et Loïc Rémy. La défense paraguayenne, jusque-là imperméable, cède à la 82e minute par un but d'Antoine Griezmann, son premier avec la sélection. Cependant, le Paraguay égalise en toute fin de match (89e) grâce à Víctor Cáceres à la suite d'un coup franc. Accrochés, les Bleus se sont montrés moins efficaces que face à la Norvège mais restent sur leur bonne dynamique de préparation.
Le 8 juin 2014, l'équipe de France se déplace au Stade Pierre-Mauroy de Villeneuve-d'Ascq pour son troisième match de préparation face à la Jamaïque. Les Bleus marquent huit buts face à des Reggae Boyz dépassés sur un plan physique et sportif. C'est le deuxième match de l'équipe de France le plus prolifique en termes de but à égalité avec un France-Islande de 1957, mais il s'agit d'un record en match amical. Karim Benzema, dont c'est le retour en sélection, est aligné à gauche d'Olivier Giroud, Valbuena occupant le côté droit. L'efficacité et la complémentarité du trio offensif est salué, en particulier celle Benzema et Giroud,. Le Madrilène inscrit deux buts et délivre trois passes décisives dont une à Giroud. Le Gunner se contente d'un seul but, mais délivre une passe décisive à Yohan Cabaye pour l'ouverture du score. Le match est aussi marqué par les doublés de Blaise Matuidi et d'Antoine Griezmann, le joueur de la Real Sociedad en est donc à trois buts en autant de matches de préparation.
Détail des matches amicaux
| Match amical                                           | France | 4 - 0   | Norvège |                                                                              |                                                                              |
| 27 mai 2014 · 21 h 00 CEST · Historique des rencontres | Pogba 15e · Giroud 51e 69e · Rémy 67e | (1 - 0) |         | Stade de France, Saint-Denis Spectateurs : 70 000 Arbitrage : Padraig Sutton | Stade de France, Saint-Denis Spectateurs : 70 000 Arbitrage : Padraig Sutton |
| 27 mai 2014 · 21 h 00 CEST · Historique des rencontres | Rapport |         |         | Stade de France, Saint-Denis Spectateurs : 70 000 Arbitrage : Padraig Sutton | Stade de France, Saint-Denis Spectateurs : 70 000 Arbitrage : Padraig Sutton |
| 27 mai 2014 · 21 h 00 CEST · Historique des rencontres | Ruffier - Debuchy, Koscielny, Sakho , Évra (Digne, 46e MT) - Pogba (Sissoko, 46e MT), Cabaye (Cabella, 79e), Matuidi (Mavuba, 74e) - Valbuena (Grenier, 70e), Giroud, Griezmann (Rémy, 64e) | Équipes |         | Stade de France, Saint-Denis Spectateurs : 70 000 Arbitrage : Padraig Sutton | Stade de France, Saint-Denis Spectateurs : 70 000 Arbitrage : Padraig Sutton |

| Match amical                                             | France | 1 - 1   | Paraguay    |                                                                               |                                                                               |
| 1er juin 2014 · 21 h 00 CEST · Historique des rencontres | Griezmann 82e | (0 - 0) | 89e Cáceres | Allianz Riviera, Nice Spectateurs : 35 200 Arbitrage : Carlos Clos Gómez (en) | Allianz Riviera, Nice Spectateurs : 35 200 Arbitrage : Carlos Clos Gómez (en) |
| 1er juin 2014 · 21 h 00 CEST · Historique des rencontres | Rapport |         |             | Allianz Riviera, Nice Spectateurs : 35 200 Arbitrage : Carlos Clos Gómez (en) | Allianz Riviera, Nice Spectateurs : 35 200 Arbitrage : Carlos Clos Gómez (en) |
| 1er juin 2014 · 21 h 00 CEST · Historique des rencontres | Lloris - Sagna, Koscielny, Sakho (Mangala, 46e MT), Évra - Pogba, Cabaye (Mavuba, 46e MT), Matuidi (Grenier, 64e) - Valbuena (Sissoko, 72e), Giroud, Rémy (Griezmann, 64e) | Équipes |             | Allianz Riviera, Nice Spectateurs : 35 200 Arbitrage : Carlos Clos Gómez (en) | Allianz Riviera, Nice Spectateurs : 35 200 Arbitrage : Carlos Clos Gómez (en) |

| Match amical                                           | France | 8 - 0   | Jamaïque |                                                                                      |                                                                                      |
| 8 juin 2014 · 20 h 45 CEST · Historique des rencontres | Cabaye 17e · Matuidi 20e 66e · Benzema 39e 63e · Giroud 56e · Griezmann 77e 88e | (3 - 0) |          | Stade Pierre-Mauroy, Villeneuve-d'Ascq Spectateurs : 49 626 Arbitrage : Felix Zwayer | Stade Pierre-Mauroy, Villeneuve-d'Ascq Spectateurs : 49 626 Arbitrage : Felix Zwayer |
| 8 juin 2014 · 20 h 45 CEST · Historique des rencontres | Rapport |         |          | Stade Pierre-Mauroy, Villeneuve-d'Ascq Spectateurs : 49 626 Arbitrage : Felix Zwayer | Stade Pierre-Mauroy, Villeneuve-d'Ascq Spectateurs : 49 626 Arbitrage : Felix Zwayer |
| 8 juin 2014 · 20 h 45 CEST · Historique des rencontres | Lloris - Debuchy (Sagna, 46e MT), Varane, Sakho, Évra - Sissoko, Cabaye (Mavuba, 59e), Matuidi (Pogba, 72e) - Valbuena (Rémy, 80e), Giroud (Griezmann, 71e), Benzema (Schneiderlin, 85e) | Équipes |          | Stade Pierre-Mauroy, Villeneuve-d'Ascq Spectateurs : 49 626 Arbitrage : Felix Zwayer | Stade Pierre-Mauroy, Villeneuve-d'Ascq Spectateurs : 49 626 Arbitrage : Felix Zwayer |

## Compétition

### Format et tirage au sort
Le tirage au sort de la Coupe du monde a lieu le vendredi 6 décembre 2013 à 13 heures au Brésil. La France n'est pas tête de série et est placée dans le chapeau 4 avec les autres pays d'Europe non tête de série. La délégation française est composée du sélectionneur Didier Deschamps et du président de la Fédération française de football, Noël Le Graët. Le tirage au sort donne alors comme adversaires des Bleus la Suisse (tête de série du chapeau 1 et 8e au classement FIFA), l'Équateur (chapeau 2 et 23e au classement FIFA) et le Honduras (chapeau 3 et 41e au classement FIFA),.
La Suisse, emmenée par son jeune ailier droit Xherdan Shaqiri, s'est facilement qualifiée pour le mondial, en sortant invaincue du groupe E de la zone Europe avec seulement six buts encaissés en dix rencontres. La France avait déjà été opposée à la Suisse lors du premier tour de la Coupe du monde 2006, les deux équipes se séparant sur le score de 0-0. De son côté, l'Équateur ne possède qu'un seul joueur d’envergure internationale dans sa sélection, le milieu offensif Antonio Valencia. Les Équatoriens se qualifient en terminant quatrième de la zone Amérique du Sud. Ils ne remportent aucun match à l'extérieur, et doivent leur qualification à leur excellent parcours à domicile dans les hauteurs de Quito (sept victoires et un nul). La France et l'Equateur ne se sont alors affrontés qu'à une seule reprise, le 27 mai 2008, lors d'un match amical remporté par les Français 2-0 grâce à un doublé de Bafétimbi Gomis pour sa première sélection. Enfin, le Honduras est le seul adversaire que les Bleus n'ont jamais affronté. Les Honduriens se qualifient en terminant troisième de la zone Amérique du Nord, Amérique centrale et Caraïbes, Wilson Palacios étant le joueur le plus en vue de la sélection.
Ce tirage au sort est jugé clément par les observateurs,,,. De son côté, Didier Deschamps pense que « La Suisse sera l'adversaire le plus difficile, forcément, en tant que tête de série. L'Equateur et le Honduras, on les connaît moins ». D'autre part, le défenseur Mathieu Debuchy évoque un groupe « plutôt abordable », le gardien Hugo Lloris « un tirage plutôt favorable lorsqu'on voit les autres poules » et l'ancien international Jean-Pierre Papin juge que « la France est vernie ». De leur côté, les adversaires des Bleus estiment aussi avoir un groupe à leur portée, mais modèrent leurs propos. Le sélectionneur de la Suisse, Ottmar Hitzfeld, annonce que la France est favorite du groupe mais que la Suisse doit atteindre les huitièmes de finale avec eux, tandis que le sélectionneur du Honduras, Luis Suarez, pense avoir « une équipe capable de jouer un rôle ». Seul Reinaldo Rueda, le sélectionneur de l'Équateur, estime devoir faire face à un « groupe très difficile ».

### Premier tour
La France fait partie du groupe E de la Coupe du monde de football de 2014, avec la Suisse, l'Équateur et le Honduras.

#### France - Honduras
| Match 10                                                 | France                                                   | 3 - 0   | Honduras | Estádio Beira-Rio, Porto Alegre                                     |                                                                     |
| 15 juin 2014 · 15:00 (UTC-3) · Historique des rencontres | Karim Benzema 45e (pen.) 72e · Noel Valladares 48e (csc) | (1 - 0) |          | Spectateurs : 43 012 · Arbitrage : Sandro Ricci · Photos du match · | Spectateurs : 43 012 · Arbitrage : Sandro Ricci · Photos du match · |
| 15 juin 2014 · 15:00 (UTC-3) · Historique des rencontres | Rapport                                                  |         |          | Spectateurs : 43 012 · Arbitrage : Sandro Ricci · Photos du match · | Spectateurs : 43 012 · Arbitrage : Sandro Ricci · Photos du match · |

| France | Honduras |

| FRANCE :         |    |                   |  |     |     |
|                  |    |                   |  |     |     |
| Gardien de but   | 1  | Hugo Lloris       |  |     |     |
|                  | 2  | Mathieu Debuchy   |  |     |     |
|                  | 3  | Patrice Évra      |  |     | 7e  |
|                  | 4  | Raphaël Varane    |  |     |     |
|                  | 5  | Mamadou Sakho     |  |     |     |
|                  | 6  | Yohan Cabaye      |  | 65e | 45e |
|                  | 8  | Mathieu Valbuena  |  | 78e |     |
|                  | 10 | Karim Benzema     |  |     |     |
|                  | 11 | Antoine Griezmann |  |     |     |
|                  | 14 | Blaise Matuidi    |  |     |     |
|                  | 19 | Paul Pogba        |  | 57e | 28e |
| Remplaçants :    |    |                   |  |     |     |
|                  | 18 | Moussa Sissoko    |  | 57e |     |
|                  | 12 | Rio Mavuba        |  | 65e |     |
|                  | 9  | Olivier Giroud    |  | 78e |     |
| Sélectionneur :  |    |                   |  |     |     |
| Didier Deschamps |    |                   |  |     |     |

| HONDURAS :           |    |                     |  |     |          |
|                      |    |                     |  |     |          |
| Gardien de but       | 18 | Noel Valladares     |  |     |          |
|                      | 3  | Maynor Figueroa     |  |     | 83e      |
|                      | 5  | Víctor Bernárdez    |  | 46e |          |
|                      | 7  | Emilio Izaguirre    |  |     |          |
|                      | 8  | Wilson Palacios     |  |     | 28e, 43e |
|                      | 11 | Jerry Bengtson      |  | 46e |          |
|                      | 13 | Carlo Costly        |  |     |          |
|                      | 15 | Roger Espinoza      |  |     |          |
|                      | 17 | Andy Najar          |  | 58e |          |
|                      | 19 | Luis Garrido        |  |     |          |
|                      | 21 | Brayan Beckeles     |  |     |          |
| Remplaçants :        |    |                     |  |     |          |
|                      | 2  | Osman Chávez        |  | 46e |          |
|                      | 14 | Óscar Boniek García |  | 46e | 53e      |
|                      | 20 | Jorge Claros        |  | 58e |          |
| Sélectionneur :      |    |                     |  |     |          |
| Luis Fernando Suárez |    |                     |  |     |          |

| Assistants : Emerson De Carvalho Marcelo Van Gasse Quatrième arbitre : Peter O'Leary Cinquième arbitre : Jan-Hendrik Hintz Homme du Match : Karim Benzema |

#### Suisse - France
| Match 25                                                 | Suisse                                       | 2 - 5   | France                                                                                                  | Itaipava Arena Fonte Nova, Salvador de Bahia                         |                                                                      |
| 20 juin 2014 · 16:00 (UTC-3) · Historique des rencontres | Blerim Džemaili 81e (cf.) · Granit Xhaka 87e | (0 - 3) | 17e Olivier Giroud · 18e Blaise Matuidi · 40e Mathieu Valbuena · 67e Karim Benzema · 73e Moussa Sissoko | Spectateurs : 51 003 · Arbitrage : Björn Kuipers · Photos du match · | Spectateurs : 51 003 · Arbitrage : Björn Kuipers · Photos du match · |
| 20 juin 2014 · 16:00 (UTC-3) · Historique des rencontres | Rapport                                      |         | | Spectateurs : 51 003 · Arbitrage : Björn Kuipers · Photos du match · | Spectateurs : 51 003 · Arbitrage : Björn Kuipers · Photos du match · |

| Suisse | France |

| SUISSE :        |    |                      |  |     |
|                 |    |                      |  |     |
| Gardien de but  | 1  | Diego Benaglio       |  |     |
|                 | 2  | Stephan Lichtsteiner |  |     |
|                 | 5  | Steve von Bergen     |  | 9e  |
|                 | 8  | Gökhan Inler         |  |     |
|                 | 9  | Haris Seferović      |  | 69e |
|                 | 10 | Granit Xhaka         |  |     |
|                 | 11 | Valon Behrami        |  | 46e |
|                 | 13 | Ricardo Rodríguez    |  |     |
|                 | 18 | Admir Mehmedi        |  |     |
|                 | 20 | Johan Djourou        |  |     |
|                 | 23 | Xherdan Shaqiri      |  |     |
| Remplaçants :   |    |                      |  |     |
|                 | 4  | Philippe Senderos    |  | 9e  |
|                 | 19 | Josip Drmić          |  | 69e |
|                 | 15 | Blerim Džemaili      |  | 46e |
| Sélectionneur : |    |                      |  |     |
| Ottmar Hitzfeld |    |                      |  |     |

| FRANCE :         |    |                   |  |     |     |
|                  |    |                   |  |     |     |
| Gardien de but   | 1  | Hugo Lloris       |  |     |     |
|                  | 2  | Mathieu Debuchy   |  |     |     |
|                  | 3  | Patrice Évra      |  |     |     |
|                  | 4  | Raphaël Varane    |  |     |     |
|                  | 5  | Mamadou Sakho     |  | 66e |     |
|                  | 6  | Yohan Cabaye      |  |     | 88e |
|                  | 8  | Mathieu Valbuena  |  | 82e |     |
|                  | 9  | Olivier Giroud    |  | 63e |     |
|                  | 10 | Karim Benzema     |  |     |     |
|                  | 14 | Blaise Matuidi    |  |     |     |
|                  | 18 | Moussa Sissoko    |  |     |     |
| Remplaçants :    |    |                   |  |     |     |
|                  | 19 | Paul Pogba        |  | 63e |     |
|                  | 21 | Laurent Koscielny |  | 66e |     |
|                  | 11 | Antoine Griezmann |  | 82e |     |
| Sélectionneur :  |    |                   |  |     |     |
| Didier Deschamps |    |                   |  |     |     |

| Assistants : Sander van Roekel Erwin Zeinstra Quatrième arbitre : Svein Oddvar Moen Cinquième arbitre : Kim Haglund Homme du Match : Karim Benzema |

#### Équateur - France
| Match 42                                                 | Équateur | 0 - 0   | France | Stade Maracanã, Rio de Janeiro                                         |                                                                        |
| 25 juin 2014 · 17:00 (UTC-3) · Historique des rencontres |          | (0 - 0) |        | Spectateurs : 73 749 · Arbitrage : Noumandiez Doué · Photos du match · | Spectateurs : 73 749 · Arbitrage : Noumandiez Doué · Photos du match · |
| 25 juin 2014 · 17:00 (UTC-3) · Historique des rencontres | rapport  |         |        | Spectateurs : 73 749 · Arbitrage : Noumandiez Doué · Photos du match · | Spectateurs : 73 749 · Arbitrage : Noumandiez Doué · Photos du match · |

| Équateur | France |

| ÉQUATEUR :      |    |                     |  |     |     |
|                 |    |                     |  |     |     |
| Gardien de but  | 22 | Alexander Domínguez |  |     |     |
|                 | 2  | Jorge Guagua        |  |     |     |
|                 | 3  | Frickson Erazo      |  |     | 83e |
|                 | 4  | Juan Carlos Paredes |  |     |     |
|                 | 6  | Christian Noboa     |  | 89e |     |
|                 | 7  | Jefferson Montero   |  | 63e |     |
|                 | 10 | Walter Ayoví        |  |     |     |
|                 | 13 | Enner Valencia      |  |     |     |
|                 | 14 | Oswaldo Minda       |  |     |     |
|                 | 15 | Michael Arroyo      |  | 82e |     |
|                 | 16 | Antonio Valencia    |  |     | 50e |
| Remplaçants :   |    |                     |  |     |     |
|                 | 5  | Renato Ibarra       |  | 63e |     |
|                 | 21 | Gabriel Achilier    |  | 82e |     |
|                 | 11 | Felipe Caicedo      |  | 89e |     |
| Sélectionneur : |    |                     |  |     |     |
| Reinaldo Rueda  |    |                     |  |     |     |

| FRANCE :         |    |                     |  |     |
|                  |    |                     |  |     |
| Gardien de but   | 1  | Hugo Lloris         |  |     |
|                  | 5  | Mamadou Sakho       |  | 61e |
|                  | 10 | Karim Benzema       |  |     |
|                  | 11 | Antoine Griezmann   |  | 79e |
|                  | 14 | Blaise Matuidi      |  | 67e |
|                  | 15 | Bacary Sagna        |  |     |
|                  | 17 | Lucas Digne         |  |     |
|                  | 18 | Moussa Sissoko      |  |     |
|                  | 19 | Paul Pogba          |  |     |
|                  | 21 | Laurent Koscielny   |  |     |
|                  | 22 | Morgan Schneiderlin |  |     |
| Remplaçants :    |    |                     |  |     |
|                  | 4  | Raphaël Varane      |  | 61e |
|                  | 9  | Olivier Giroud      |  | 67e |
|                  | 20 | Loïc Rémy           |  | 79e |
| Sélectionneur :  |    |                     |  |     |
| Didier Deschamps |    |                     |  |     |

| Assistants : Songuifolo Yeo Jean-Claude Birumushahu Quatrième arbitre : Björn Kuipers Cinquième arbitre : Sander van Roekel Homme du Match : Alexander Domínguez |

#### Classement
Avec deux victoires et un match nul, l'équipe de France termine première de son groupe (7 points) devant la Suisse (6 points), l’Équateur (4 points) et enfin le Honduras (0 point). Les Bleus affichent une différence de but positive de +6 avec 8 buts marqués et 2 encaissés.
|   | Équipe   | Pts | J | G | N | P | Bp | Bc | Diff |
| 1 | France   | 7   | 3 | 2 | 1 | 0 | 8  | 2  | 6    |
| 2 | Suisse   | 6   | 3 | 2 | 0 | 1 | 7  | 6  | 1    |
| 3 | Équateur | 4   | 3 | 1 | 1 | 1 | 3  | 3  | 0    |
| 4 | Honduras | 0   | 3 | 0 | 0 | 3 | 1  | 8  | -7   |

| J 1 | 15 juin 2014 | Suisse   | 2 - 1 | Équateur |
| J 1 | 15 juin 2014 | France   | 3 - 0 | Honduras |
| J 2 | 20 juin 2014 | Suisse   | 2 - 5 | France   |
| J 2 | 20 juin 2014 | Honduras | 1 - 2 | Équateur |
| J 3 | 25 juin 2014 | Honduras | 0 - 3 | Suisse   |
| J 3 | 25 juin 2014 | Équateur | 0 - 0 | France   |

### Huitième de finale

#### France - Nigeria
| 30 juin 2014                              | France                                   | 2 - 0   | Nigeria | Stade national de Brasilia Mané-Garrincha, Brasilia                |                                                                    |
| 13:00 (UTC-3) · Historique des rencontres | Paul Pogba 79e · Joseph Yobo 90+1e (csc) | (0 - 0) |         | Spectateurs : 67 882 · Arbitrage : Mark Geiger · Photos du match · | Spectateurs : 67 882 · Arbitrage : Mark Geiger · Photos du match · |
| 13:00 (UTC-3) · Historique des rencontres | rapport                                  |         |         | Spectateurs : 67 882 · Arbitrage : Mark Geiger · Photos du match · | Spectateurs : 67 882 · Arbitrage : Mark Geiger · Photos du match · |

| France | Nigeria |

| France :         |    |                   |  |       |     |
|                  |    |                   |  |       |     |
| Gardien de but   | 1  | Hugo Lloris       |  |       |     |
|                  | 2  | Mathieu Debuchy   |  |       |     |
|                  | 3  | Patrice Évra      |  |       |     |
|                  | 4  | Raphaël Varane    |  |       |     |
|                  | 6  | Yohan Cabaye      |  |       |     |
|                  | 8  | Mathieu Valbuena  |  | 90+3e |     |
|                  | 9  | Olivier Giroud    |  | 62e   |     |
|                  | 10 | Karim Benzema     |  |       |     |
|                  | 14 | Blaise Matuidi    |  |       | 54e |
|                  | 19 | Paul Pogba        |  |       |     |
|                  | 21 | Laurent Koscielny |  |       |     |
| Remplaçants :    |    |                   |  |       |     |
|                  | 11 | Antoine Griezmann |  | 62e   |     |
|                  | 18 | Moussa Sissoko    |  | 90+3e |     |
| Sélectionneur :  |    |                   |  |       |     |
| Didier Deschamps |    |                   |  |       |     |

| Nigeria :       |    |                  |  |     |
|                 |    |                  |  |     |
| Gardien de but  | 1  | Vincent Enyeama  |  |     |
|                 | 2  | Joseph Yobo      |  |     |
|                 | 5  | Efe Ambrose      |  |     |
|                 | 7  | Ahmed Musa       |  |     |
|                 | 8  | Peter Odemwingie |  |     |
|                 | 9  | Emmanuel Emenike |  |     |
|                 | 10 | John Obi Mikel   |  |     |
|                 | 11 | Victor Moses     |  | 89e |
|                 | 13 | Juwon Oshaniwa   |  |     |
|                 | 17 | Ogenyi Onazi     |  | 59e |
|                 | 22 | Kenneth Omeruo   |  |     |
| Remplaçants :   |    |                  |  |     |
|                 | 19 | Uche Nwofor      |  | 89e |
|                 | 4  | Reuben Gabriel   |  | 59e |
| Sélectionneur : |    |                  |  |     |
| Stephen Keshi   |    |                  |  |     |

| Assistants : Sean Hurd Joe Fletcher Quatrième arbitre : Alireza Faghani Cinquième arbitre : Hassan Kamranifar Homme du Match : Paul Pogba |

### Quart de finale

#### France - Allemagne
| 4 juillet 2014                            | France  | 0 - 1   | Allemagne        | Stade Maracanã, Rio de Janeiro                                       |                                                                      |
| 13:00 (UTC-3) · Historique des rencontres |         | (0 - 1) | 13e Mats Hummels | Spectateurs : 74 240 · Arbitrage : Néstor Pitana · Photos du match · | Spectateurs : 74 240 · Arbitrage : Néstor Pitana · Photos du match · |
| 13:00 (UTC-3) · Historique des rencontres | rapport |         |                  | Spectateurs : 74 240 · Arbitrage : Néstor Pitana · Photos du match · | Spectateurs : 74 240 · Arbitrage : Néstor Pitana · Photos du match · |

| France | Allemagne |

| France :         |    |                   |  |     |
|                  |    |                   |  |     |
| Gardien de but   | 1  | Hugo Lloris       |  |     |
|                  | 2  | Mathieu Debuchy   |  |     |
|                  | 4  | Raphaël Varane    |  |     |
|                  | 5  | Mamadou Sakho     |  | 72e |
|                  | 3  | Patrice Évra      |  |     |
|                  | 19 | Paul Pogba        |  |     |
|                  | 6  | Yohan Cabaye      |  | 73e |
|                  | 14 | Blaise Matuidi    |  |     |
|                  | 8  | Mathieu Valbuena  |  | 85e |
|                  | 11 | Antoine Griezmann |  |     |
|                  | 10 | Karim Benzema     |  |     |
| Remplaçants :    |    |                   |  |     |
|                  | 21 | Laurent Koscielny |  | 72e |
|                  | 20 | Loïc Rémy         |  | 73e |
|                  | 9  | Olivier Giroud    |  | 85e |
| Sélectionneur :  |    |                   |  |     |
| Didier Deschamps |    |                   |  |     |

| Allemagne :     |    |                        |  |       |     |
|                 |    |                        |  |       |     |
| Gardien de but  | 1  | Manuel Neuer           |  |       |     |
|                 | 16 | Philipp Lahm           |  |       |     |
|                 | 20 | Jérôme Boateng         |  |       |     |
|                 | 5  | Mats Hummels           |  |       |     |
|                 | 4  | Benedikt Höwedes       |  |       |     |
|                 | 7  | Bastian Schweinsteiger |  |       | 80e |
|                 | 6  | Sami Khedira           |  |       | 54e |
|                 | 13 | Thomas Müller          |  |       |     |
|                 | 18 | Toni Kroos             |  | 90+2e |     |
|                 | 8  | Mesut Özil             |  | 83e   |     |
|                 | 11 | Miroslav Klose         |  | 69e   |     |
| Remplaçants :   |    |                        |  |       |     |
|                 | 19 | Mario Götze            |  | 85e   |     |
|                 | 9  | André Schürrle         |  | 69e   |     |
|                 | 23 | Christoph Kramer       |  | 90+2e |     |
| Sélectionneur : |    |                        |  |       |     |
| Joachim Löw     |    |                        |  |       |     |

| Assistants : Hernán Maidana Juan Pablo Belatti Quatrième arbitre : Jonas Eriksson Cinquième arbitre : Mathias Klasenius Homme du Match : Mats Hummels |

### Statistiques

#### Temps de jeu
Au niveau du temps de jeu, Hugo Lloris et Karim Benzema sont les seuls joueurs à avoir joué l'intégralité des rencontres des Bleus (450 minutes). Raphaël Varane, Blaise Matuidi, Paul Pogba, Olivier Giroud et Antoine Griezmann disputent également tous les matches du parcours de l'équipe de France. Mathieu Debuchy, Patrice Évra, Laurent Koscielny, Mamadou Sakho, Yohan Cabaye, Moussa Sissoko, Mathieu Valbuena font également partie des joueurs les plus utilisés par Didier Deschamps. Tandis que Lucas Digne, Bacary Sagna, Rio Mavuba, Morgan Schneiderlin, Loïc Rémy n'ont qu'un statut de remplaçant et ne jouent que très peu durant le Mondial (moins de 90 minutes). Enfin, les deux gardiens Mickaël Landreau et Stéphane Ruffier ainsi qu'Eliaquim Mangala et Rémy Cabella n'ont pas la chance de prendre part à la compétition et ne jouent donc pas une minute.
| Joueurs             |    |    |    |    |    | TT  | MJ | MT |
| ------------------- | -- | -- | -- | -- | -- | --- | -- | -- |
| Gardiens            |    |    |    |    |    |     |    |    |
| Mickaël Landreau    |    |    |    |    |    | 0   | 0  | 0  |
| Hugo Lloris         | 90 | 90 | 90 | 90 | 90 | 450 | 5  | 5  |
| Stéphane Ruffier    |    |    |    |    |    | 0   | 0  | 0  |
| Défenseurs          |    |    |    |    |    |     |    |    |
| Mathieu Debuchy     | 90 | 90 |    | 90 | 90 | 360 | 4  | 4  |
| Lucas Digne         |    |    | 90 |    |    | 90  | 1  | 1  |
| Patrice Évra        | 90 | 90 |    | 90 | 90 | 360 | 4  | 4  |
| Laurent Koscielny   |    | 24 | 90 | 90 | 18 | 222 | 4  | 2  |
| Eliaquim Mangala    |    |    |    |    |    | 0   | 0  | 0  |
| Mamadou Sakho       | 90 | 66 | 61 |    | 72 | 289 | 4  | 4  |
| Bacary Sagna        |    |    | 90 |    |    | 90  | 1  | 1  |
| Raphaël Varane      | 90 | 90 | 29 | 90 | 90 | 389 | 5  | 4  |
| Milieux             |    |    |    |    |    |     |    |    |
| Yohan Cabaye        | 65 | 90 |    | 90 | 73 | 318 | 4  | 4  |
| Rémy Cabella        |    |    |    |    |    | 0   | 0  | 0  |
| Blaise Matuidi      | 90 | 90 | 67 | 90 | 90 | 427 | 5  | 5  |
| Rio Mavuba          | 25 |    |    |    |    | 25  | 1  | 0  |
| Paul Pogba          | 57 | 27 | 90 | 90 | 90 | 354 | 5  | 4  |
| Morgan Schneiderlin |    |    | 90 |    |    | 90  | 1  | 1  |
| Moussa Sissoko      | 33 | 90 | 90 | 1  |    | 214 | 4  | 2  |
| Mathieu Valbuena    | 78 | 82 |    | 89 | 85 | 334 | 4  | 4  |
| Attaquants          |    |    |    |    |    |     |    |    |
| Karim Benzema       | 90 | 90 | 90 | 90 | 90 | 450 | 5  | 5  |
| Olivier Giroud      | 12 | 63 | 23 | 62 | 5  | 165 | 5  | 2  |
| Antoine Griezmann   | 90 | 8  | 79 | 28 | 90 | 295 | 5  | 3  |
| Loïc Rémy           |    |    | 11 |    | 17 | 28  | 2  | 0  |

| Buts                                    | Joueurs          | Adversaires         |
| --------------------------------------- | ---------------- | ------------------- |
| But inscrit · But inscrit · But inscrit | Karim Benzema    | Honduras (2) Suisse |
| But inscrit                             | Olivier Giroud   | Suisse              |
| But inscrit                             | Blaise Matuidi   | Suisse              |
| But inscrit                             | Paul Pogba       | Nigéria             |
| But inscrit                             | Moussa Sissoko   | Suisse              |
| But inscrit                             | Mathieu Valbuena | Suisse              |
| (csc)                                   | Noel Valladares  | Honduras            |
| (csc)                                   | Joseph Yobo      | Nigéria             |

| Passes | Joueurs          | Adversaires |
| ------ | ---------------- | ----------- |
| 2      | Karim Benzema    | Suisse (2)  |
| 1      | Olivier Giroud   | Suisse      |
| 1      | Paul Pogba       | Suisse      |
| 1      | Mathieu Valbuena | Suisse      |

## Aspects socio-économiques

### Audiences télévisuelles
| Jour de diffusion | Match              | Compétition                         | Diffuseur | Téléspectateurs | Part d'audience | Références |
| 15 juin 2014      | France – Honduras  | Coupe du monde (Groupe E)           | TF1       | 15 841 000      | 57,0 %          | [ 31 ]     |
| 20 juin 2014      | Suisse – France    | Coupe du monde (Groupe E)           | TF1       | 16 700 000      | 62,0 %          | [ 32 ]     |
| 25 juin 2014      | Équateur – France  | Coupe du monde (Groupe E)           | TF1       | 14 650 000      | 62,0 %          | [ 33 ]     |
| 30 juin 2014      | France - Nigeria   | Coupe du monde (Huitième de finale) | TF1       | 16 000 000      | 69,5 %          | [ 34 ]     |
| 4 juillet 2014    | France - Allemagne | Coupe du monde (Quarts de finale)   | TF1       | 16 900 000      | 72,1 %          | [ 35 ]     |

### Hébergement
L'équipe de France de football loge durant le mondial à l'hôtel JP de Ribeirão Preto, l'un des hôtels les moins onéreux des 32 hôtels des équipes jouant le mondial.

## Bilan
Pour beaucoup d'observateurs, l'équipe de France de football a réussi son mondial, en remplissant l'objectif sportif annoncé (quart de finale) et en redorant son image auprès du public par son état d'esprit exemplaire et les bons résultats obtenus.